# فابيان باسكال
فابيان باسكال (بالفرنسية: Fabien Paschal)‏ مواليد 17 أبريل 1991 في كريتاي، هو لاعب كرة سلة فرنسي. بدأ مسيرته الاحترافية في سنة 2010. يلعب مع بي سي إم جرافيلين في الدوري الفرنسي لكرة السلة الدرجة الأولى. يحمل الرقم 14. لعب مع إس تي بي لو هافر وبي سي إم جرافيلين.

## روابط خارجية
- فابيان باسكال على موقع الاتحاد الدولي لكرة السلة (الإنجليزية)
- فابيان باسكال على موقع كرة السلة الأوروبية.كوم (الإنجليزية)
- فابيان باسكال على موقع ريلجم (الإنجليزية)
- فابيان باسكال على موقع بروبوليرز (الإنجليزية)
- فابيان باسكال على موقع سبورتس رفرنس (الإنجليزية)